# Hilary et Jackie
Pour plus de détails, voir Fiche technique et Distribution.
Hilary et Jackie (Hilary and Jackie) est un film britannique réalisé par Anand Tucker, sorti en 1998.

## Synopsis
Biographie de Hilary du Pré et de sa sœur, la violoncelliste Jacqueline du Pré.

## Fiche technique
- Titre : Hilary et Jackie
- Titre original : Hilary and Jackie
- Réalisation : Anand Tucker
- Scénario : Frank Cottrell Boyce d'après le livre A Genius in the Family de Hilary du Pré et Piers du Pré
- Production : Guy East, Ruth Jackson, Nicolas Kent, Andy Paterson et Nigel Sinclair
- Musique : Barrington Pheloung
- Photographie : David Johnson
- Montage : Martin Walsh
- Pays d'origine : Royaume-Uni
- Format : Couleurs - 2,35:1 - Dolby Digital
- Genre : Biopic et drame
- Durée : 121 minutes
- Dates de sortie :
  - 5 septembre 1998 à la Mostra de Venise
  - 14 septembre 1998 au Festival international du film de Toronto
  - 15 janvier 1999 aux  États-Unis
  - 22 janvier 1999 au  Royaume-Uni
  - 1er septembre 1999 en  Belgique
  - 15 décembre 1999 en  Suisse (Suisse romande)

## Distribution
- Emily Watson (V. Q. : Lisette Dufour) : Jackie
- Rachel Griffiths (V. Q. : Rafaëlle Leiris) : Hilary
- James Frain (V. Q. : Gilbert Lachance) : Danny
- David Morrissey (V. Q. : Daniel Picard) : Kiffer
- Charles Dance (V. Q. : Jean-Marie Moncelet) : Derek
- Celia Imrie (V. Q. : Madeleine Arsenault) : Iris
- Rupert Penry-Jones (V. Q. : François Trudel) : Piers
- Bill Paterson : Professeur de violoncelle
- Auriol Evans : Jackie jeune
- Keeley Flanders : Hilary jeune
- Grace Chatto : Teena
- Nyree Dawn Porter : Dame Margot
- Maggie McCarthy : Margaret
- Vernon Dobtcheff (V. Q. : Yves Massicotte) : Professeur Bentley

Source et légende : Version québécoise (V. Q.) sur Doublage QC

## Récompenses et nominations
- Nominations à l'Oscar de la meilleure actrice pour Emily Watson et à l'Oscar de la meilleure actrice dans un second rôle pour Rachel Griffiths.
- Nominations aux BAFTA dans les catégories meilleur film pour l'Alexander Korda Award du meilleur film britannique,  meilleure actrice dans un rôle principal pour Emily Watson et meilleure musique de film.
- Nomination pour Emily Watson comme meilleure actrice au Satellite Award de la meilleure actrice - Drame et nomination du meilleur scénario au Satellite Award du meilleur scénario adapté.